# 格兰罗克岛
格兰罗克岛（西班牙語：Gran Roque）是加勒比海东南海域的罗克斯群岛中的一个岛，属于委内瑞拉联邦属地，面积1.7平方千米。罗克斯群岛的大部分人口生活在这个岛。罗克斯机场位于离海滩不远处。